# Jing'an
Distrito de Jing'an é um dos bairros centrais de Xangai. Tem uma área de 37 km², com 1.180.000 habitantes (em 2014).